# Józefów (gemeente in powiat Biłgorajski)
De gemeente Józefów is een stad- en landgemeente in het Poolse woiwodschap Lublin, in powiat Biłgorajski.
Zetel van de gemeente is in de stad Józefów.
Op 31 december 2006, telde de gemeente 7.207 inwoners.

## Oppervlakte gegevens
In 2002 bedroeg de totale oppervlakte van gemeente Józefów 124,72 km², waarvan:
- agrarisch gebied: 38%
- bossen: 56%

De gemeente beslaat 7,43% van de totale oppervlakte van de powiat.

## Demografie
Stand op 30 juni 2004:
| Omschrijving                   | Totaal | Totaal | Vrouwen | Vrouwen | Mannen | Mannen |
| ------------------------------ | ------ | ------ | ------- | ------- | ------ | ------ |
| eenheid                        | aantal | %      | aantal  | %       | aantal | %      |
| inwoners                       | 7 338  | 100    | 3 691   | 50,3    | 3 647  | 49,7   |
| bevolkingsdichtheid (inw./km²) | 58,8   | 58,8   | 29,6    | 29,6    | 29,2   | 29,2   |

In 2002 bedroeg het gemiddelde inkomen per inwoner 1 313,53 zł.

## Plaatsen
1. Józefów - 2 455

1. Majdan Nepryski - 960

1. Długi Kąt - 930

1. Stanisławów - 720

1. Nowe Górniki - 380

1. Hamernia - 368

1. Górecko Stare - 343

1. Samsonówka - 255

1. Siedliska - 255

1. Borowina - 235

1. Majdan Kasztelański - 163

1. Brzeziny - 160

1. Tarnowola - 145

1. Szopowe - 130

1. Florianka - 80

1. Czarny Las-Kolonia - 45

1. Górecko Kościelne - 40

## Aangrenzende gemeenten
Aleksandrów, Krasnobród, Łukowa, Susiec, Tereszpol, Zwierzyniec